# 夜荒荒心慌慌
《夜荒荒心慌慌》是一部由史蒂芬·金於1978年所著的短篇小說，當時發佈在《Maine》雜誌上，後來收錄在短篇小說集《有時候，他們會回來》內，同時亦收錄在2005年新版的《撒冷鎮》的附頁內。

## 故事簡介
拉姆斯與家人駕車旅行時遇上暴風雪迷路，駛進了耶路撒冷鎮的道路，拉姆斯自己一個步行到附近的城鎮的酒吧求助，酒吧內的老圖和布斯起初都不願意協助，但在拉姆斯的誠懇的哀求下，兩人出發協助，不過千叮萬囑警告拉姆斯，如果家人不見了一定要離開，並且不要與任何人談話。三人到了現場，拉姆斯家人已經不在，拉姆斯在附近找到了太太，只是老圖等人知道他的太太已經變成吸血鬼，只好離開放棄拉姆斯。老圖和布斯離開時遇上了拉姆斯變成吸血鬼的女兒，布斯差點被誘惑，幸好老圖叫醒他，兩人最能才能順利離開耶路撒冷鎮。